# Shobogenzo
Shōbōgenzō (正法眼蔵, lit. "Tesouro do Olho do Dharma Verdadeiro") foi escrito pelo mestre Zen japonês Dogen entre 1231 e 1253 (ano da morte de Dogen). Diferentemente dos escritos anteriores sobre Zen provenientes do Japão, o Shobogenzo foi escrito em japones e não em chinês como era o costume. Outros trabalhos de Dogen, como o Eihei Koroku e o Shobogenzo Sanbyakusoku foram escritos em chinês. O Shobogenzo Sanbyakusoku (ou Shinji Shôbôgenzô) é composto de cerca de trezentos koans, e não deve ser confundido com o Shobogenzo que é objeto do presente artigo (também conhecido como Kana Shobogenzo).

## Kana Shōbōgenzō
Os diferentes textos—referidos como fascículos—que compõe o Kana Shōbōgenzō foram escritos entre 1231 e 1253—o ano da morte de Dogen (Dōgen, 2002, p. xi). 